# Attachment Unit Interface

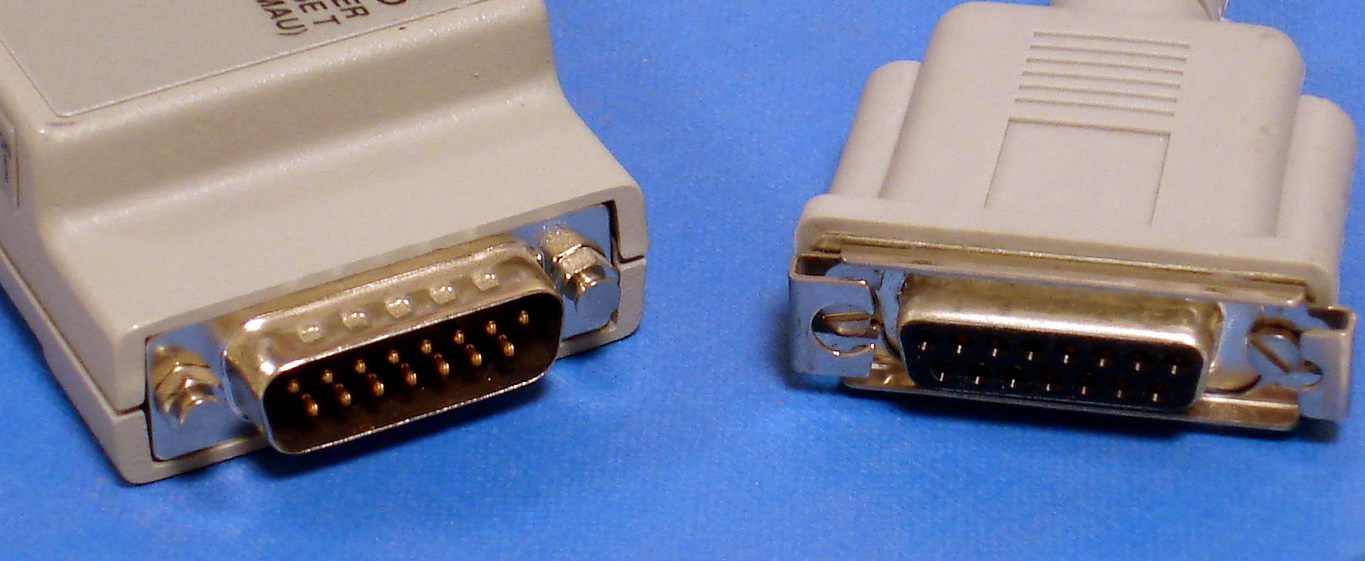

Attachment Unit Interface (AUI), definido pela especificação IEEE 802.1 como uma interface entre um MAU Ethernet e um DTE. Basicamente, o modo como uma estação Ethernet conecta um transceptor a um cabo coaxial grosso.